# Asande Baninzi
Asande Baninzi, né en 1983, est un tueur en série sud-africain.
Baninzi a fait 18 victimes entre juin et août 2001. Il a été reconnu coupable de quatorze meurtres, quatre viols et deux vols à main armée. Outre les 19 peines à perpétuité, Baninzi a été condamné à 189 ans d'emprisonnement.
Baninzi, qui purge actuellement quatre peines à perpétuité pour le meurtre d'une famille de quatre personnes vivant à Delft, sur les battures du Cap, a plaidé coupable de quatorze meurtres, quinze enlèvements et quatre viols. Mthutuzeli Nombewu, complice de Baninzi, s'est suicidé pour échapper à l'arrestation.